# U-927
Unterseeboot 927 foi um submarino alemão do Tipo VIIC, pertencente a Kriegsmarine que atuou durante a Segunda Guerra Mundial.

## Comandantes
| Comandante          | Data                                          |
| ------------------- | --------------------------------------------- |
| Kptlt. Jürgen Ebert | 27 de junho de 1944 - 24 de fevereiro de 1945 |

## Subordinação
Durante o seu tempo de serviço, esteve subordinado às seguintes flotilhas:
| Período                                          | Flotilha                                   |
| ------------------------------------------------ | ------------------------------------------ |
| 27 de junho de 1944 - 31 de janeiro de 1945      | 4. Unterseebootsflottille (treinamento)    |
| 1 de fevereiro de 1945 - 24 de fevereiro de 1945 | 11. Unterseebootsflottille (serviço ativo) |